# دیا میرزا
دیا میرزا (انگلیسی: Dia Mirza؛ زاده ۹ دسامبر ۱۹۸۱) هنرپیشه، و فعال اجتماعی اهل هند است
در پرونده این بازیگر  هندی، ۴۰ فیلم به چشم می‌خورد؛ از فیلم‌ها یا برنامه‌های تلویزیونی که وی در آن نقش داشته‌است می‌توان به ام شنتی ام اشاره کرد.
«دیا میرزا» در سال ۲۰۰۰، عنوان دختر شایسته آسیا و اقیانوسیه را از آن خود کرد و در مدت فعالیتش در سینمای بالیوود، ۱۱ بار نامزد دریافت جایزه‌های مختلف شد و توانست ۸ جایزه را از آن خود کند.
اولین فیلم دیا میرزا فیلم Rehnaa Hai Terre Dil Mein بود که در سال ۲۰۰۱ اکران شد و توانست جایزه بهترین بازیگر تازه‌وارد را در چند جشنواره معتبر برای او پدیدآورد.
همچنین این فیلم یکی از محبوب‌ترین عاشقانه‌های بالیوودی در تمام دوران است.
«دیا میرزا» همچنین با بازی در فیلم «paanchadhyay» درخشید و این فیلم در بسیاری از فستیوال‌های معتبر جهان پذیرفته شد و در جشنواره جیپورهند، جایزه بهترین بازیگر زن به این بازیگراعطا شد.
میرزا در فیلم‌های «نمی‌توانم تو را فراموش کنم» با سلمان خان، «پارینیتا» با آمیتاب باچان، «باجگیری» با پریانکا چوپرا و أجی دیوگن «بهت نگفتم» با آیشواریا رای و آمیتاب باچان همبازی بوده‌است.
او نقش مقابل محمدرضا گلزار را در فیلم سلام بمبئی بازی کرده.
دیا میرزا با ساحیل سانگها در سال ۲۰۱۴ ازدواج کرد و پس از پنج سال زندگی مشترک در سال ۲۰۱۹ از او جدا شد.
سپس در ۱۵ فوریه ۲۰۲۱ با تاجر هندی وِیباو رکی ازدواج کرد. او و همسرش يك پسر به نام آويان آزاد ركي متولد ١٤ مي ٢٠٢١ دارند.
او در سال ۲۰۱۸ با ایفای نقش در فیلم (سانجو) به کارگردانی راجکومار هیرانی و ایفاگر نقش مانیاتا دات همسر سانجی دات بازیگر پیشکسوت بالیوود بازگشت خوبی به سینمای هند داشت؛ زیرا این فیلم با مجموع فروش جهانی ۵۷۹ کرور به پر فروش‌ترین فیلم بالیوود در همین سال تبدیل شد.
در سال ۲۰۱۹ نیز با بازی در سریال اینترنتی کافر بار دیگر توجه مخاطبان و منتقدان را به خود جلب کرد.

## فیلم‌شناسی
فیلم
| سال  | نام فیلم                     | نقش           | نکات                  |
| ---- | ---------------------------- | ------------- | --------------------- |
| ۲۰۰۱ | می‌خواهم در قلب شما باشم      | رینا مالوترا  |                       |
| ۲۰۰۱ | جنون                         | کیران چودهاری |                       |
| ۲۰۰۲ | نمی‌توانم تو را فراموش کنم    | موسکان        |                       |
| ۲۰۰۳ | همت                          | کاوری         |                       |
| ۲۰۰۳ | زندگی کن اما مغرور نباش      | ساوندریا      |                       |
| ۲۰۰۳ | تهذیب                        | نازنین جمال   |                       |
| ۲۰۰۴ | دیدی چی شد!                  | پریتی         | حضور ویژه             |
| ۲۰۰۴ | تو را ندیدم                  | جی‌یا          |                       |
| ۲۰۰۵ | حق‌السکوت                     | آنجلی موهان   |                       |
| ۲۰۰۵ | برادرم… نیکل                 |               | حضور ویژه             |
| ۲۰۰۵ | زن متأهل                     | گایاتری       |                       |
| ۲۰۰۵ | ده                           | آنو دیر       |                       |
| ۲۰۰۶ | باشگاه مبارزه – فقط اعضا     | آنو چوپرا     |                       |
| ۲۰۰۶ | کلک در کلک                   |               |                       |
| ۲۰۰۶ | متفاوت                       | پوروا         |                       |
| ۲۰۰۶ | ادامه بده مونا بهای (فیلم)   | سیمران        |                       |
| ۲۰۰۷ | سفر ماه عسل با پی‌وی‌تی.ال‌تی‌دی | شیلپا         |                       |
| ۲۰۰۷ | تیراندازی در لوکاندوالا      | میتا متو      |                       |
| ۲۰۰۷ | وجه نقد                      | آدیتی         |                       |
| ۲۰۰۷ | سلام کوچولو                  | خودش          | حضور ویژه             |
| ۲۰۰۷ | ام شنتی ام                   | خودش          | حضور ویژه             |
| ۲۰۰۷ | ده داستان                    | سیا           |                       |
| ۲۰۰۸ | چهار دیوانه                  | شیخا          |                       |
| ۲۰۰۹ | خوشبختی تصادفی               | خودش          | حضور ویژه             |
| ۲۰۰۹ | کشاورز                       | پریا          |                       |
| ۲۰۰۹ | کارخانه اسید                 | مکس           |                       |
| ۲۰۰۹ | قربانی                       | ریحانا        | حضور ویژه             |
| ۲۰۱۴ | بابی جاسوس                   |               | تهیه‌کننده             |
| ۲۰۱۶ | سلام بمبئی                   | کاریشما       | فیلم ایرانی-هندی      |
| ۲۰۱۸ | سانجو                        | مانیاتا دات   |                       |
| ۲۰۲۰ | سیلی                         | شیوانی        |                       |
| ۲۰۲۱ | سگ وحشی                      | پریا ورما     | فیلم تلوگو; حضور ویژه |
| ۲۰۲۳ | جمعیت                        |               | [ ۲ ]                 |
| ۲۰۲۳ | دهک دهک                      |               | [ ۳ ]                 |